# Wołczyn
Wołczyn (německy Konstadt) je město v jižním Polsku v Opolském vojvodství v okrese Kluczbork. Leží ve Slezsku, přesněji v oblasti, která se původně řadila k Dolnímu Slezsku a od 19. století je považována za součást Horního Slezska. V roce 2024 zde žilo 5 320 obyvatel. Je sídlem gminy Wołczyn, která zahrnuje 22 okolních vesnic.

## Historie
První písemná zmínka o městečku pochází z roku 1261. Ve středověku mnohokrát měnilo svou územní příslušnost v rámci slezských knížectví – patřilo Vratislavsku, Hlohovsku, Opolsku, Lehnicku a nejdéle v letech 1320–1323 a od roku 1436 Olešnicku. Do roku 1742 bylo součástí Koruny české, potom připadlo Prusku a od roku 1815 leželo ve vládním obvodu Opolí provincie Slezsko. V roce 1910 mělo 3 644 obyvatel, z toho 83,5 % mluvilo německy, 11,4 % „vasrpolsky“ a 5 % bylo dvojjazyčných, převažovali (72 %) evangelíci. V hornoslezském plebiscitu se 98,6 % obyvatel vyslovilo pro setrvání v Německu. Po druhé světové válce byl Konstadt neboli Wołczyn připojen k Polsku, což souviselo s vysídlením většiny původního německého obyvatelstva. 45 % zástavby se v roce 1945 ocitlo v troskách.

## Památky
Mezi dochované historické památky Wołczynu patří kostely: svaté Terezie z Lisieux, klasicistní, postavený v letech 1776–1771 (věž 1834), původně protestantský, po odsunu německých obyvatel předán katolíkům; Panny Marie, novogotický z roku 1861, od začátku katolický; původní staroluteránská kaple z roku 1848 (věž 1925) v areálu hřbitova v ulici Byczyńska, nyní evangelický farní kostel.

## Doprava
Městem prochází národní silnice č. 42 spojující Namysłów a Kluczbork se středním Polskem a také železniční trať Kluczbork – Olešnice, po níž jezdí osobní vlaky společnosti Polregio z Kluczborku do Vratislavi.